# Diocesi di Tucson
La diocesi di Tucson (in latino Dioecesis Tucsonensis) è una sede della Chiesa cattolica negli Stati Uniti d'America suffraganea dell'arcidiocesi di Santa Fe. Nel 2023 contava 443.900 battezzati su 2.017.600 abitanti. La sede è vacante.

## Territorio
La diocesi comprende 9 contee dello stato dell'Arizona: Cochise, Gila, Graham, Greenlee, La Paz, Pima, Pinal (esclusa la Gila River Indian Reservation), Santa Cruz e Yuma.
Sede vescovile è la città di Tucson, dove si trova la cattedrale di Sant'Agostino.
Il territorio si estende su 110.611 km² ed è suddiviso in 77 parrocchie.

## Storia
Il vicariato apostolico dell'Arizona fu eretto il 25 settembre 1868, ricavandone il territorio dalla diocesi di Santa Fe (oggi arcidiocesi).
Il 22 dicembre 1871, in forza del breve Inter multiplices di papa Pio IX, furono definiti con più precisione i confini del vicariato apostolico, che comprendeva tutta l'Arizona, la contea di Doña Ana nel Nuovo Messico e contea di El Paso nel Texas.
Nel 1892 cedette la contea di El Paso alla diocesi di Dallas.
L'8 maggio 1897 il vicariato apostolico è stato elevato a diocesi e ha assunto il nome attuale, in forza del breve Quae catholico di papa Leone XIII.
A più riprese ha ceduto altre porzioni del suo territorio a vantaggio dell'erezione di nuove diocesi e precisamente:
- il 3 marzo 1914 le contee di Grant, Luna, Doña Ana, Otero, Eddy e Sierra alla diocesi di El Paso;[3]
- il 16 dicembre 1939 le contee di Mohave, Yavapai, Coconino, Navajo e Apache alla diocesi di Gallup;
- il 28 giugno 1969 le contee di Maricopa e di Pinal (solo la Gila River Indian Reservation) alla diocesi di Phoenix.

## Cronotassi dei vescovi
Si omettono i periodi di sede vacante non superiori ai 2 anni o non storicamente accertati.
- John Baptist (Jean-Baptiste) Salpointe † (25 settembre 1868 - 22 aprile 1884 nominato arcivescovo coadiutore di Santa Fe[4])
- Peter Bourgade † (7 febbraio 1885 - 7 gennaio 1899 nominato arcivescovo di Santa Fe)
- Henry Regis Granjon † (19 aprile 1900 - 9 novembre 1922 deceduto)
- Daniel James Gercke † (21 giugno 1923 - 28 settembre 1960 dimesso[5])
- Francis Joseph Green † (28 settembre 1960 succeduto - 28 luglio 1981 ritirato)
- Manuel Duran Moreno † (12 gennaio 1982 - 7 marzo 2003 dimesso)
- Gerald Frederick Kicanas (7 marzo 2003 succeduto - 3 ottobre 2017 ritirato)
- Edward Joseph Weisenburger (3 ottobre 2017 - 11 febbraio 2025 nominato arcivescovo di Detroit)
  - Gerald Frederick Kicanas, dal 18 marzo 2025 (amministratore apostolico)

## Statistiche
La diocesi nel 2023 su una popolazione di 2.017.600 persone contava 443.900 battezzati, corrispondenti al 22,0% del totale.
| anno | popolazione | popolazione | popolazione | presbiteri | presbiteri | presbiteri | presbiteri                | diaconi | religiosi | religiosi | parrocchie |
| anno | battezzati  | totale      | %           | numero     | secolari   | regolari   | battezzati per presbitero | diaconi | uomini    | donne     | parrocchie |
| ---- | ----------- | ----------- | ----------- | ---------- | ---------- | ---------- | ------------------------- | ------- | --------- | --------- | ---------- |
| 1950 | 200.000     | 628.733     | 31,8        | 126        | 62         | 64         | 1.587                     |         | 64        | 325       | 53         |
| 1966 | 412.000     | 1.487.000   | 27,7        | 296        | 147        | 149        | 1.391                     |         | 149       | 641       | 87         |
| 1970 | 136.356     | 588.000     | 23,2        | 110        | 110        |            | 1.239                     |         |           |           | 50         |
| 1976 | 185.000     | 765.900     | 24,2        | 201        | 107        | 94         | 920                       | 14      | 101       | 369       | 56         |
| 1980 | 198.000     | 862.200     | 23,0        | 203        | 115        | 88         | 975                       | 62      | 98        | 348       | 56         |
| 1990 | 294.399     | 1.038.200   | 28,4        | 209        | 129        | 80         | 1.408                     | 58      | 94        | 320       | 63         |
| 1999 | 335.520     | 1.307.412   | 25,7        | 182        | 113        | 69         | 1.843                     | 127     | 8         | 276       | 64         |
| 2000 | 300.423     | 1.451.477   | 20,7        | 204        | 135        | 69         | 1.472                     | 124     | 78        | 274       | 71         |
| 2001 | 304.060     | 1.348.371   | 22,6        | 199        | 133        | 66         | 1.527                     | 124     | 76        | 250       | 71         |
| 2002 | 330.617     | 1.452.271   | 22,8        | 221        | 153        | 68         | 1.496                     | 124     | 77        | 239       | 70         |
| 2003 | 350.102     | 1.523.851   | 23,0        | 214        | 147        | 67         | 1.635                     | 120     | 77        | 243       | 73         |
| 2004 | 350.000     | 1.517.428   | 23,1        | 227        | 155        | 72         | 1.541                     | 143     | 79        | 238       | 72         |
| 2010 | 382.123     | 1.689.676   | 22,6        | 214        | 137        | 77         | 1.785                     | 142     | 102       | 208       | 75         |
| 2014 | 393.000     | 1.742.000   | 22,6        | 197        | 123        | 74         | 1.994                     | 194     | 96        | 179       | 78         |
| 2016 | 390.418     | 1.904.477   | 20,5        | 197        | 128        | 69         | 1.981                     | 184     | 95        | 143       | 78         |
| 2017 | 393.500     | 1.986.503   | 19,8        | 193        | 123        | 70         | 2.038                     | 176     | 103       | 137       | 78         |
| 2020 | 501.580     | 2.180.790   | 23,0        | 210        | 136        | 74         | 2.388                     | 195     | 100       | 109       | 79         |
| 2022 | 443.430     | 2.015.598   | 22,0        | 201        | 129        | 72         | 2.206                     | 176     | 96        | 86        | 78         |
| 2023 | 443.900     | 2.017.600   | 22,0        | 179        | 110        | 69         | 2.479                     | 158     | 94        | 87        | 77         |